# Blauwschistfacies
| Metamorfe facies |                      |                      |              |             |             |
| Metamorfe facies |                      |                      |              |             |             |
| 16 kbar          | blauwschist          | blauwschist          | eclogiet     | eclogiet    | eclogiet    |
| 12 kbar          | blauwschist          | blauwschist          | eclogiet     | eclogiet    | eclogiet    |
| 8 kbar           |                      | groenschist          | amfiboliet   | amfiboliet  | granuliet   |
| 6 kbar           | prehniet-pumpellyiet | prehniet-pumpellyiet | amfiboliet   | amfiboliet  | granuliet   |
| 4 kbar           | zeoliet              | alb-epi hfels        | hbl hornfels | px hornfels | sanidiniet  |
|                  | 200 °C               | 400 °C               | 600 °C       | 800 °C      | 1000 °C     |
| druk             | temperatuur          | temperatuur          | temperatuur  | temperatuur | temperatuur |

De blauwschist-facies is de metamorfe facies die optreedt op als de graad van metamorfose zich bevindt in het regime met lage temperatuur, maar gemiddelde tot hoge druk. Dit is bijvoorbeeld het geval in subductiezones. Deze facies is blauwschist genoemd vanwege het schisteuze karakter van het gesteente en de aanwezigheid van de blauwe mineralen glaucofaan en lawsoniet. Zoals bij alle metamorfe facies wordt de blauwschist-facies vastgesteld aan de hand van bepaalde mineralen die gewoonlijk middels onderzoek naar slijpplaatjes worden gedetermineerd.
De blauwschist-facies wordt gekarakteriseerd door de mineraalassemblages in metamorfe basische gesteenten, grauwackes, pelieten en carbonaten:

## Mineraalassemblages

### Metabasisch gesteente
- glaucofaan + lawsoniet + chloriet ± fengiet/paragoniet, omfaciet

### Metagrauwackes
- kwarts + jadeiet + lawsoniet ± fengiet, glaucofaan, chloriet

### Metapelieten
- fengiet + paragoniet + carfoliet + chloriet + kwarts

### Carbonaten
- aragoniet